# 蠣崎広隆
蠣崎 広隆（かきざき ひろたか）は、江戸時代前期の武士。松前藩の家老。松前藩守広系蠣崎家3代。

## 略歴
2代・蠣崎友広の子として誕生。
明暦4年（1658年）、父の死を受け跡を継いだ。宗家の5代・松前矩広の傅役として江戸で藩政を握った。しかし守隆自身も20代の若年のため藩内で権力闘争が起こり、寛文9年（1669年）にはシャクシャインの戦いが勃発し、その鎮圧に出兵するなど多難な藩政であった。シャクシャインの死後も松前藩の政策に異を唱えるアイヌ人勢力があり、また松前藩内でも権力闘争が相変わらず続く中、延宝2年（1674年）8月27日に急死。享年32。
この年に広隆は野呂平左衛門という人物により藩政について江戸幕府へ提訴されており、宗家に累が及ぶのを恐れ自害したのではないかとされている。子が無かったため、弟・広明が広隆の養子となり跡を継いだ。